# New Hampshire Wildcats

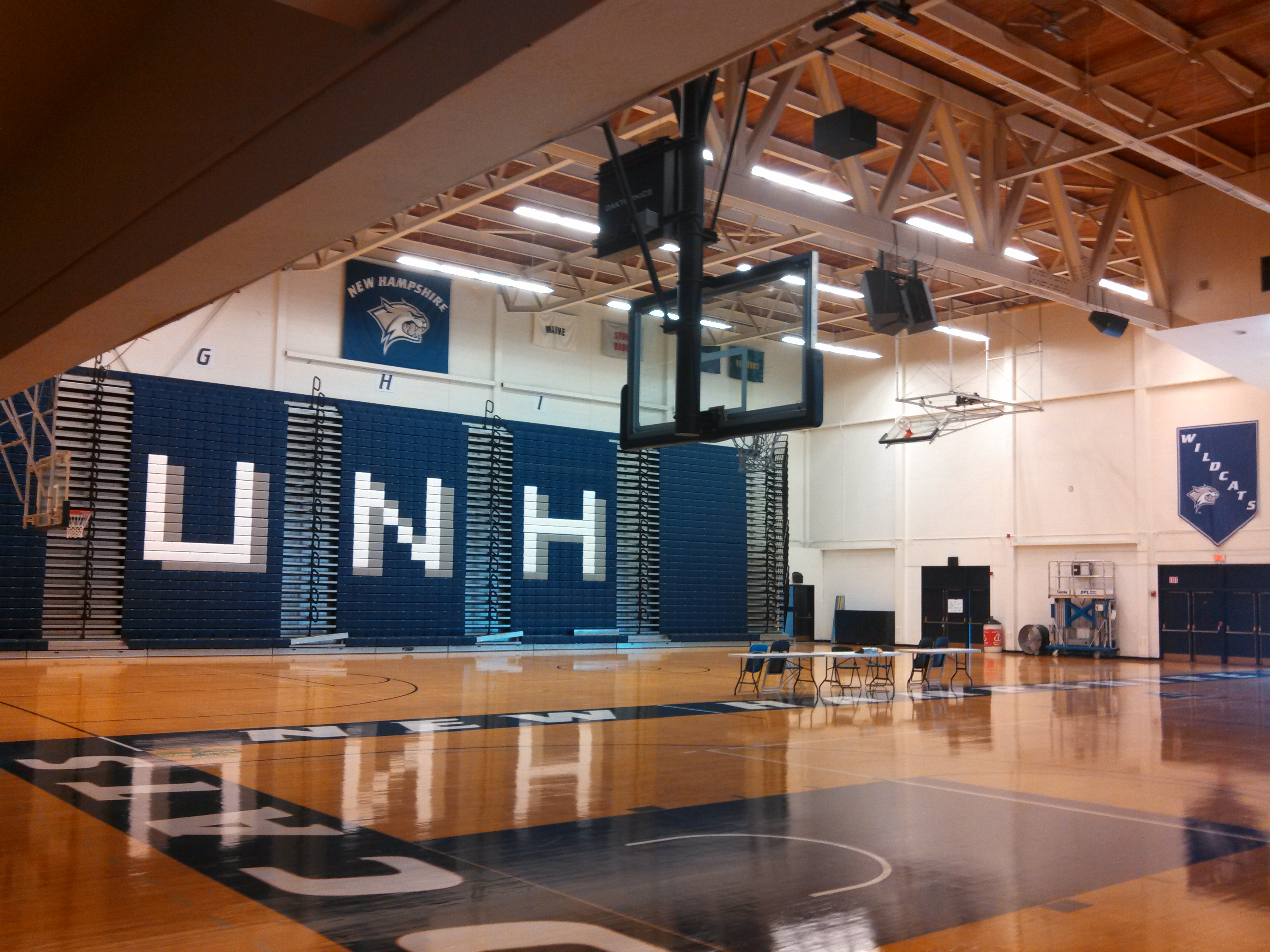
Lundholm Gym.

New Hampshire Wildcats (español: gatos salvajes de New Hampshire) es el equipo deportivo de la Universidad de Nuevo Hampshire, situada en Durham, Nuevo Hampshire. Los equipos de los Wildcats participan en las competiciones universitarias de la NCAA, en la America East Conference.

## Apodo y mascota
El apodo de Wildcats proviene de una votación llevada a cabo en febrero de 1926 en el periódico de la universidad, el The New Hampshire. Quedó finalista el apodo que la prensa de la época le había dado al equipo de hockey sobre hielo, los Durham Bulls.

## Programa deportivo
Los Wildcats compiten en 7 deportes masculinos y en 11 femeninos:
| Masculino: - Baloncesto - Fútbol Americano - Campo a través - Atletismo - Fútbol - Esquí - Hockey sobre hielo | Femenino: - Baloncesto - Atletismo - Gimnasia deportiva - Campo a través - Fútbol - Natación - Lacrosse - Voleibol - Esquí - Hockey sobre hielo - Hockey sobre hierba |

## Instalaciones deportivas
- Lundholm Gym es el estadio donde disputan sus partidos los equipos de baloncesto, voleibol y gimnasia. Fue inaugurado en 1963 y tiene una capacidad para 3.500 espectadores.[2]
- Cowell Stadium, es el estadio donde disputan sus encuentros el equipo de fútbol americano. Se inauguró en 1936 como Alumni field, tiene en la actualidad capacidad para 6.500 espectadores.[2]